# Pasar Sarolangun
Pasar Sarolangun is een bestuurslaag in het regentschap Sarolangun van de provincie Jambi, Indonesië. Pasar Sarolangun telt 3642 inwoners (volkstelling 2010).